# Süper Lig (Cipro del Nord)
La Kıbris Türk Futbol Federasyon Süper Lig, comunemente nota come KTFF Süper Lig o Birinci Lig, è la massima competizione calcistica della Repubblica Turca di Cipro del Nord, stato riconosciuto dalla sola Turchia.
Il campionato, a cadenza annuale, vede la partecipazione di 14 squadre. Le ultime 3 classificate al termine della stagione sportiva retrocedono in seconda serie.

## Squadre
Sono 39 le squadre che hanno preso parte ad almeno una delle 64 edizioni del massimo campionato nordcipriota a partire dalla stagione 1955-1956 fino alla stagione 2024-2025. 
- 63 volte:  Çetinkaya Türk
- 58 volte:  Mağusa Türk Gücü
- 56 volte:  Doğan Türk
- 55 volte:  Türk Ocağı Limasol,  Yenicami
- 54 volte:  Küçük Kaymaklı
- 50 volte:  Gençlik Gücü
- 47 volte:  Gönyeli
- 40 volte:  Gençler Birliği
- 39 volte:  Baf Ülkü Yurdu
- 35 volte:  Lefke Türk
- 30 volte:  Binatlı Yılmaz
- 25 volte:  Yalova
- 21 volte:  Dumlupınar
- 17 volte:  Cihangir
- 14 volte:  Yeni Boğazici
- 12 volte:  Alsancak Yeşilova
- 11 volte:  Girne Halk Evi,  Lapta SK
- 10 volte:  Akıncılar,  Bostancı Bağcıl
- 8 volte:  Düzkaya,  Hamitköy
- 7 volte:  Esentepe,  Göçmenköy,  Mormenekşe GB
- 6 volte:  Tatlısu HOSK
- 5 volte:  Ozanköy
- 4 volte:  Değirmenlik,  Mesarya
- 3 volte:  Beyarmudu,  Serdarlı,  Türkmenköy Aydın
- 2 volte:  Karşıyaka,  Vadili TÇBSK
- 1 volta:  Çanakkale,  Gaziveren,  Ortaköy,  Pile

## Albo d'oro
Fonte: (TR) Süper Lig Şampiyonları, su ktff.org. URL consultato il 5 luglio 2025.
- 1955-1956:  Doğan Türk (1º)
- 1956-1957:  Doğan Türk (2º)
- 1957-1958:  Çetinkaya Türk (1º)
- 1958-1959:  Doğan Türk (3º)
- 1959-1960:  Çetinkaya Türk (2º)
- 1960-1961:  Çetinkaya Türk (3º)
- 1961-1962:  Çetinkaya Türk (4º)
- 1962-1963:  Küçük Kaymaklı (1º)
- 1963-1968: Non disputato a causa della violenza intercomunitaria cipriota
- 1968-1969:  Mağusa Türk Gücü (1º)
- 1969-1970:  Çetinkaya Türk (5º)
- 1970-1971:  Yenicami (1º)
- 1971-1972:  Gönyeli (1º)
- 1972-1973:  Yenicami (2º)
- 1973-1974:  Yenicami (3º)
- 1974-1975: Non disputato a causa dell'invasione turca di Cipro
- 1975-1976:  Yenicami (4º)
- 1976-1977:  Mağusa Türk Gücü (2º)
- 1977-1978:  Gönyeli (2º)
- 1978-1979:  Mağusa Türk Gücü (3º)
- 1979-1980:  Mağusa Türk Gücü (4º)
- 1980-1981:  Gönyeli (3º)
- 1981-1982:  Mağusa Türk Gücü (5º)
- 1982-1983:  Mağusa Türk Gücü (6º)
- 1983-1984:  Yenicami (5º)
- 1984-1985:  Küçük Kaymaklı (2º)
- 1985-1986:  Küçük Kaymaklı (3º)
- 1986-1987:  Baf Ülkü Yurdu (1º)
- 1987-1988:  Baf Ülkü Yurdu (2º)
- 1988-1989:  Baf Ülkü Yurdu (3º)
- 1989-1990:  Baf Ülkü Yurdu (4º)
- 1990-1991:  Doğan Türk (4º)
- 1991-1992:  Doğan Türk (5º)
- 1992-1993:  Gönyeli (4º)
- 1993-1994:  Doğan Türk (6º)
- 1994-1995:  Gönyeli (5º)
- 1995-1996:  Akıncılar (1º)
- 1996-1997:  Çetinkaya Türk (6º)
- 1997-1998:  Çetinkaya Türk (7º)
- 1998-1999:  Gönyeli (6º)
- 1999-2000:  Çetinkaya Türk (8º)
- 2000-2001:  Gönyeli (7º)
- 2001-2002:  Çetinkaya Türk (9º)
- 2002-2003:  Binatlı Yılmaz (1º)
- 2003-2004:  Çetinkaya Türk (10º)
- 2004-2005:  Çetinkaya Türk (11º)
- 2005-2006:  Mağusa Türk Gücü (7º)
- 2006-2007:  Çetinkaya Türk (12º)
- 2007-2008:  Gönyeli (8º)
- 2008-2009:  Gönyeli (9º)
- 2009-2010:  Doğan Türk (7º)
- 2010-2011:  Küçük Kaymaklı (4º)
- 2011-2012:  Çetinkaya Türk (13º)
- 2012-2013:  Çetinkaya Türk (14º)
- 2013-2014:  Yenicami (6º)
- 2014-2015:  Yenicami (7º)
- 2015-2016:  Mağusa Türk Gücü (8º)
- 2016-2017:  Yenicami (8º)
- 2017-2018:  Yenicami (9º)
- 2018-2019:  Mağusa Türk Gücü (9º)
- 2019-2020:  Mağusa Türk Gücü (10º)
- 2020-2021: Non disputato a causa della pandemia di COVID-19
- 2021-2022:  Mağusa Türk Gücü (11º)
- 2022-2023:  Mağusa Türk Gücü (12º)
- 2023-2024:  Mağusa Türk Gücü (13º)
- 2024-2025:  Mağusa Türk Gücü (14º)

### Titoli per squadra
| Club             | Vittorie | Stagioni |
| ---------------- | -------- | --- |
| Çetinkaya Türk   | 14       | 1957-58, 1959-60, 1960-61, 1961-62, 1969-70, 1996-97, 1997-98, 1999-00, 2001-02, 2003-04, 2004-05, 2006-07, 2011-12, 2012-13 |
| Mağusa Türk Gücü | 14       | 1968-69, 1976-77, 1978-79, 1979-80, 1981-82, 1982-83, 2005-06, 2015-16, 2018-19, 2019-20, 2021-22, 2022-23, 2023-24, 2024-25 |
| Gönyeli          | 9        | 1971-72, 1977-78, 1980-81, 1992-93, 1994-95, 1998-99, 2000-01, 2007-08, 2008-09                                              |
| Yenicami         | 9        | 1970-71,1972-73,1973-74,1975-76,1983-84,2013-14,2014-15,2016-17,2017-18                                                      |
| Doğan Türk       | 7        | 1955-56, 1956-57, 1958-59, 1990-91, 1991-92, 1993-94, 2009-2010                                                              |
| Baf Ülkü Yurdu   | 4        | 1986-87, 1987-88, 1988-89, 1989-90                                                                                           |
| Küçük Kaymaklı   | 4        | 1962-63, 1984-85, 1985-86, 2010-11                                                                                           |
| Akıncılar        | 1        | 1995-96 |
| Binatlı Yılmaz   | 1        | 2002-03 |